# Sonnenfinsternis vom 25. Oktober 2022
Die partielle Sonnenfinsternis vom 25. Oktober 2022 begann nahe Island. Der Halbschatten des Mondes wanderte dann südostwärt und bedeckte fast ganz Europa. Auch Nordafrika wurde gerade noch vom Halbschatten des Mondes erreicht, der im weiteren Verlauf bis in den westlichen Teil Asiens wanderte und noch Indien erreichte.
Die maximale Bedeckung war im auch als Jugra bezeichneten Autonomen Kreis der Chanten und Mansen östlich des Urals im Westsibirischen Tiefland zu sehen. Dort waren 82 % der Sonne vom Mond bedeckt.

## Sichtbarkeit im deutschsprachigen Raum
Nach der 16 Monate zurückliegenden Sonnenfinsternis vom 10. Juni 2021 konnte erneut eine partielle Sonnenfinsternis im deutschsprachigen Raum beobachtet werden. Die größte Bedeckung der Sonne durch den Mond konnte im Nordosten, in Sassnitz auf der Insel Rügen, mit 35 Prozent beobachtet werden. Im Südwesten, im schweizerischen Zermatt, war eine maximale Bedeckung von ca. 16 Prozent zu sehen.
Die nächste im deutschsprachigen Raum sichtbare Sonnenfinsternis war die partielle Sonnenfinsternis vom 29. März 2025.
| Land        | Ort               | Bedeckung | Anfang (MESZ) | Mitte (MESZ) | Ende (MESZ) | Bemerkung |
| ----------- | ----------------- | --------- | ------------- | ------------ | ----------- | --------- |
| Schweiz     | Bern              | 16,6 %    | 11:15:39      | 12:10:14     | 13:06:27    |           |
| Schweiz     | Basel             | 17,8 %    | 11:14:35      | 12:10:00     | 13:07:05    |           |
| Österreich  | Salzburg          | 25,1 %    | 11:15:04      | 12:16:49     | 13:19:59    |           |
| Österreich  | Wien              | 30,0 %    | 11:15:42      | 12:20:48     | 13:27:02    |           |
| Deutschland | München           | 23,6 %    | 11:14:14      | 12:14:39     | 13:16:36    |           |
| Deutschland | Frankfurt am Main | 22,9 %    | 11:11:00      | 12:09:44     | 13:10:11    |           |
| Deutschland | Berlin            | 32,2 %    | 11:09:48      | 12:13:53     | 13:19:18    |           |
| Deutschland | Hamburg           | 29,6 %    | 11:07:42      | 12:09:28     | 13:12:53    |           |
| Deutschland | Dresden           | 30,6 %    | 11:09:21      | 12:15:15     | 13:20:28    |           |
| Deutschland | Rostock           | 32,9 %    | 11:07:59      | 12:11:33     | 13:16:34    |           |

## Galerie

Sonnenfinsternis am 25. Oktober 2022
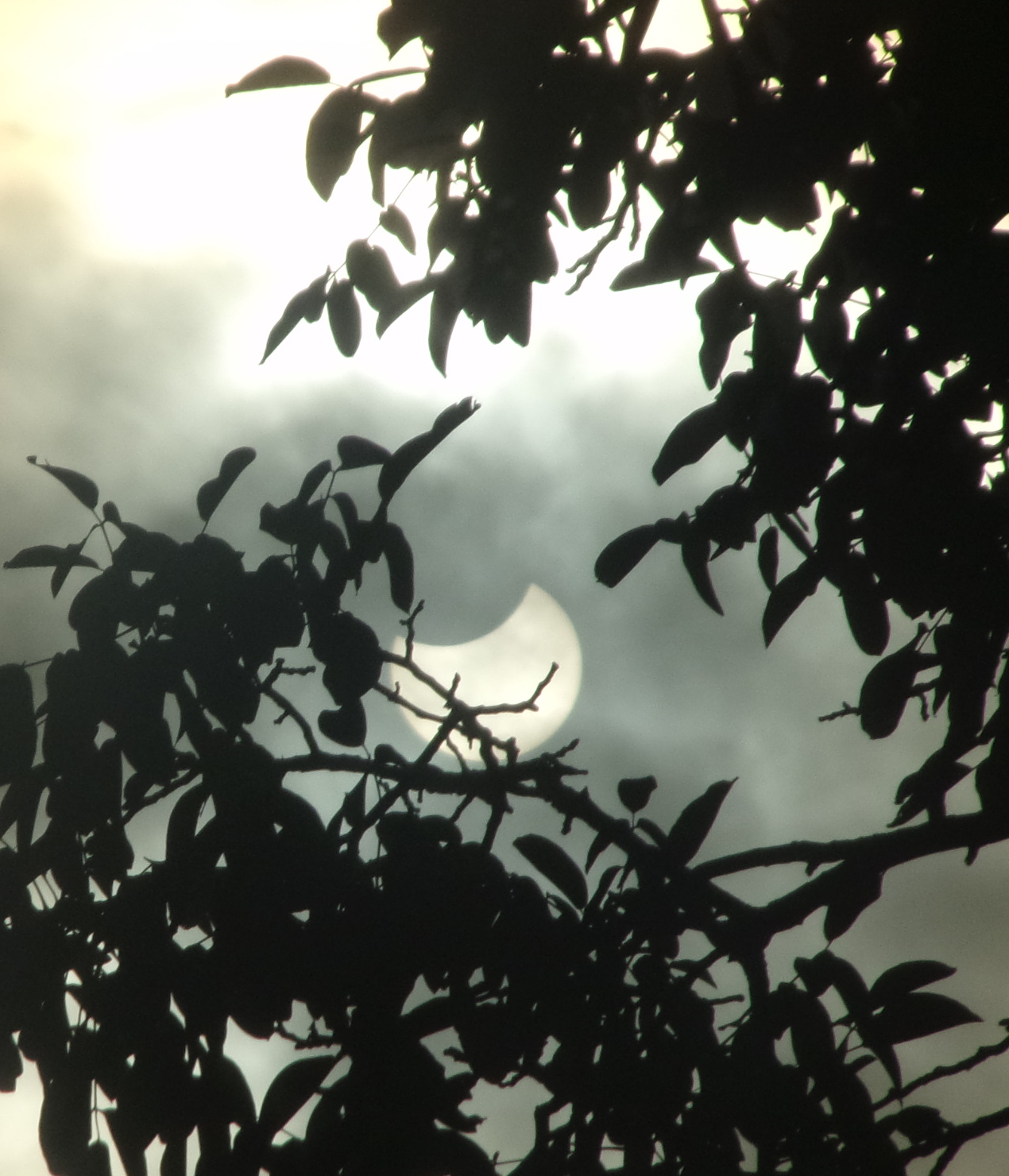
Beobachtung in Bergen an der Dumme um 11:49 Uhr MESZ
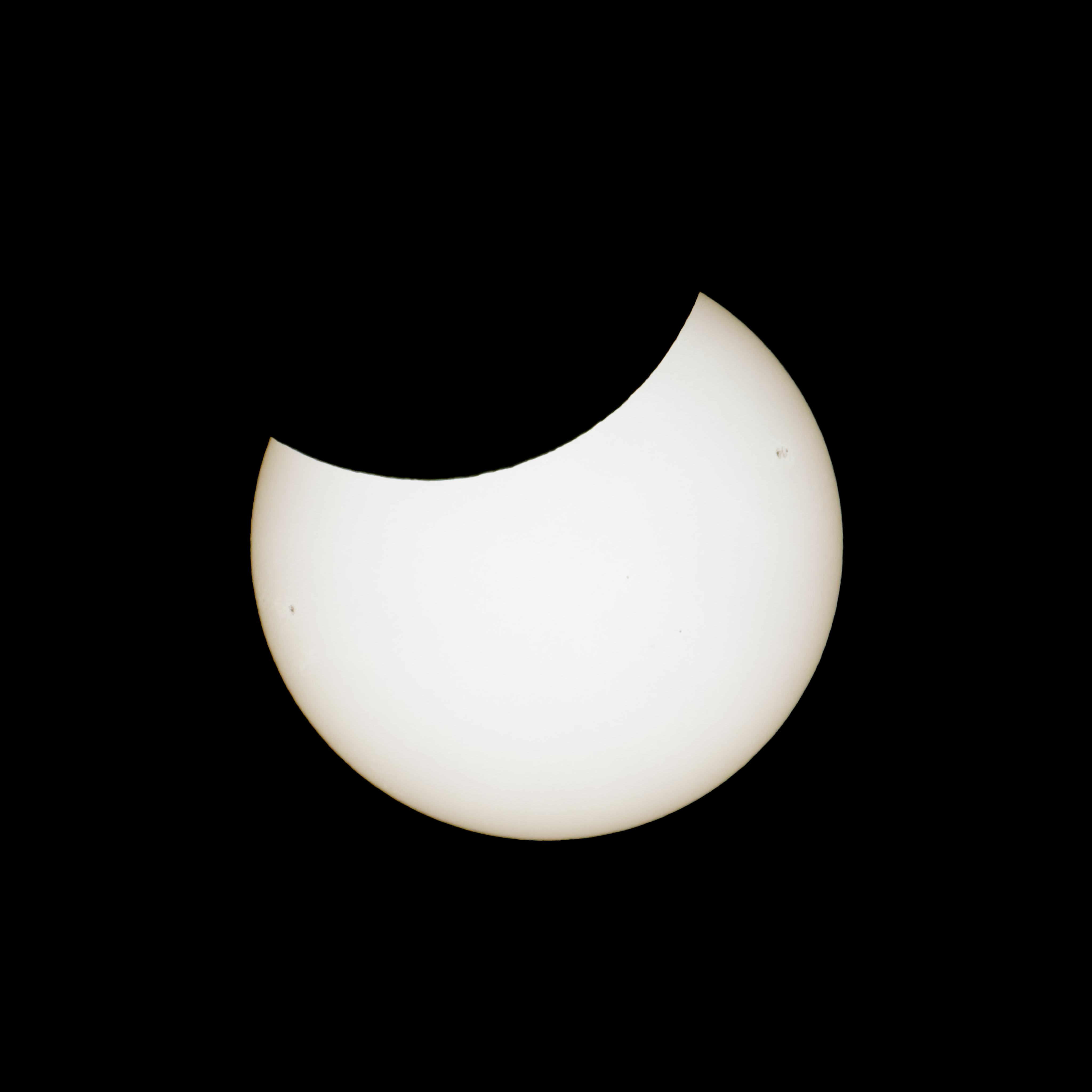
Beobachtung in Berlin um 11:55 Uhr MESZ
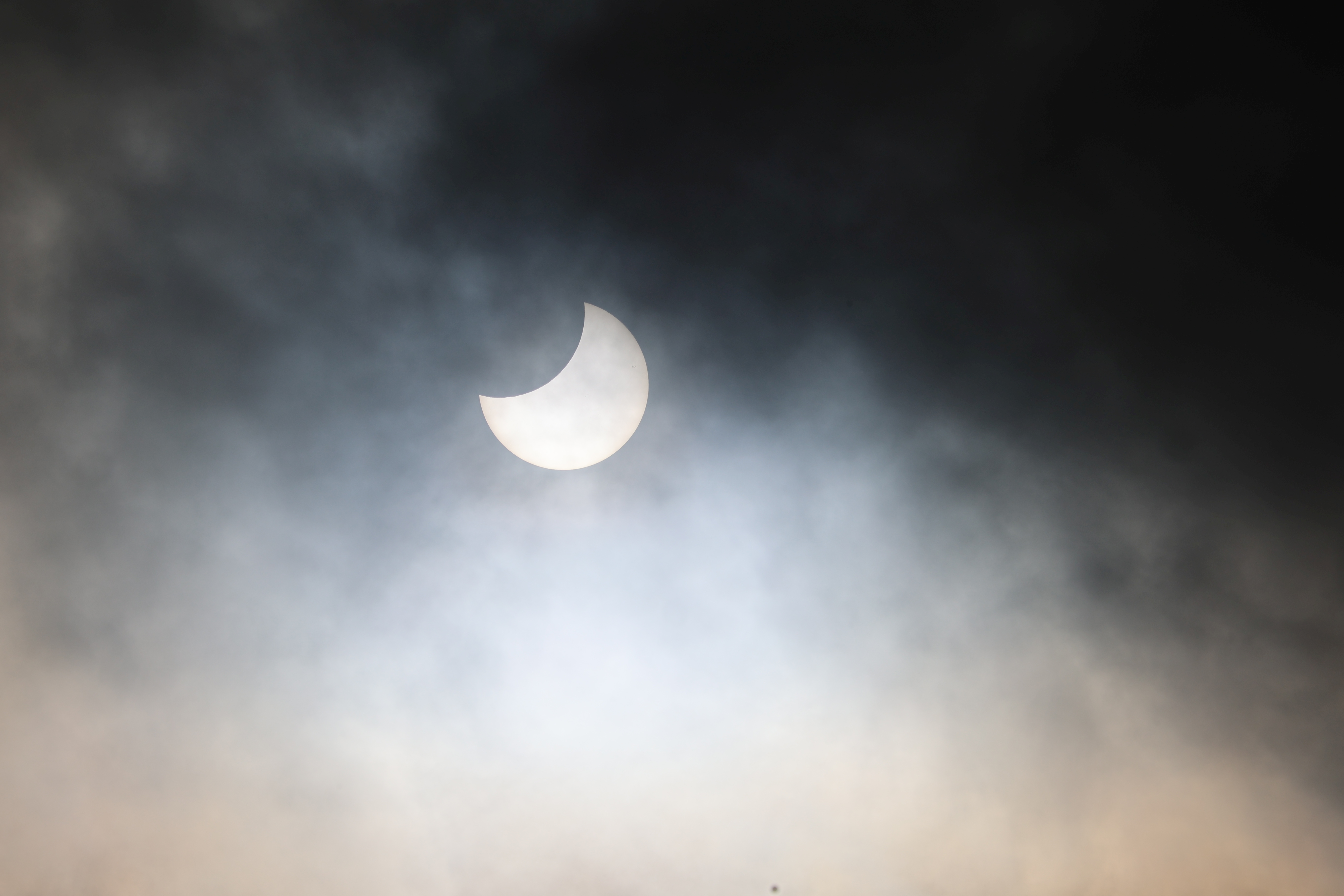
Beobachtung in Berlin um 12:14 Uhr MESZ
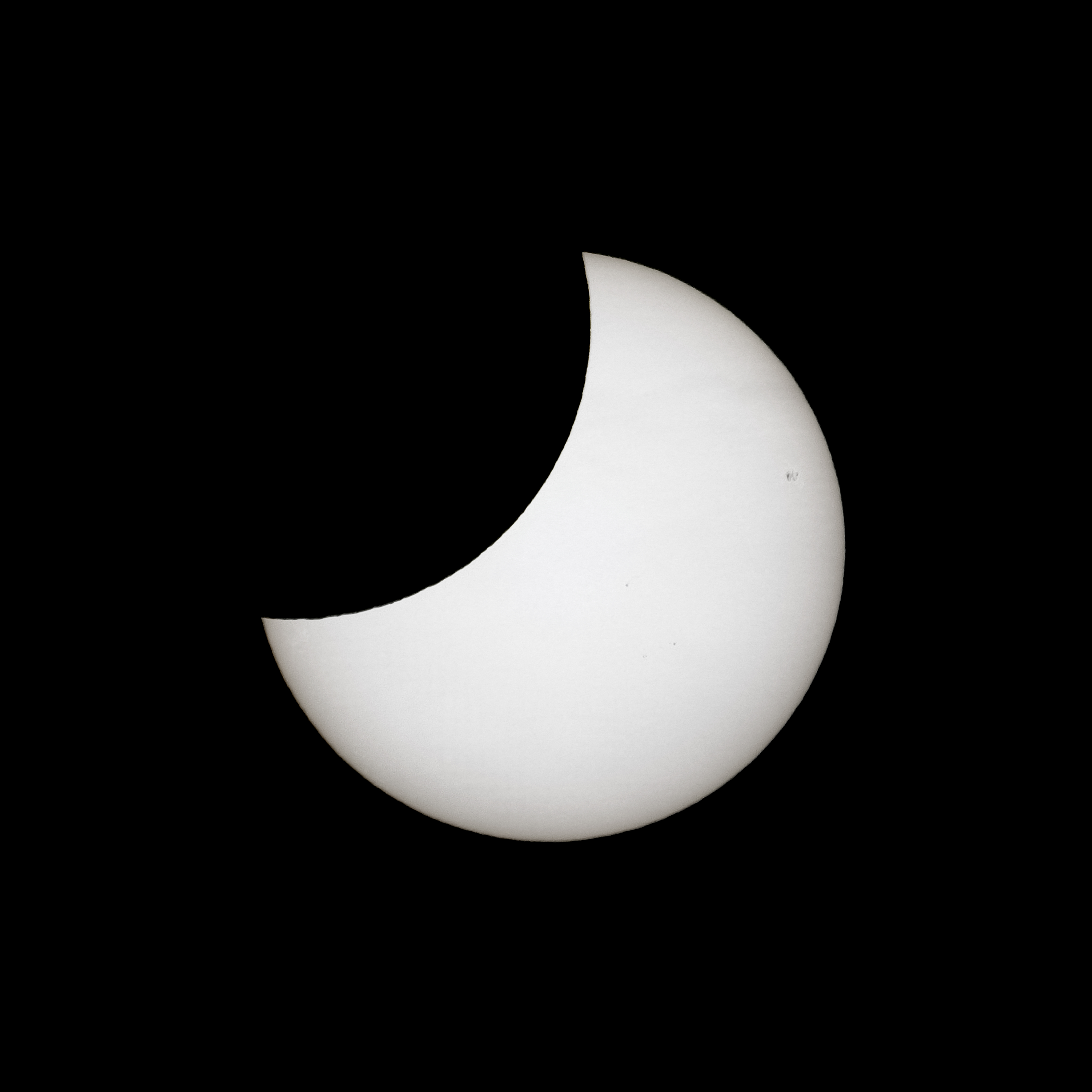
Beobachtung in Berlin um 12:24 Uhr MESZ
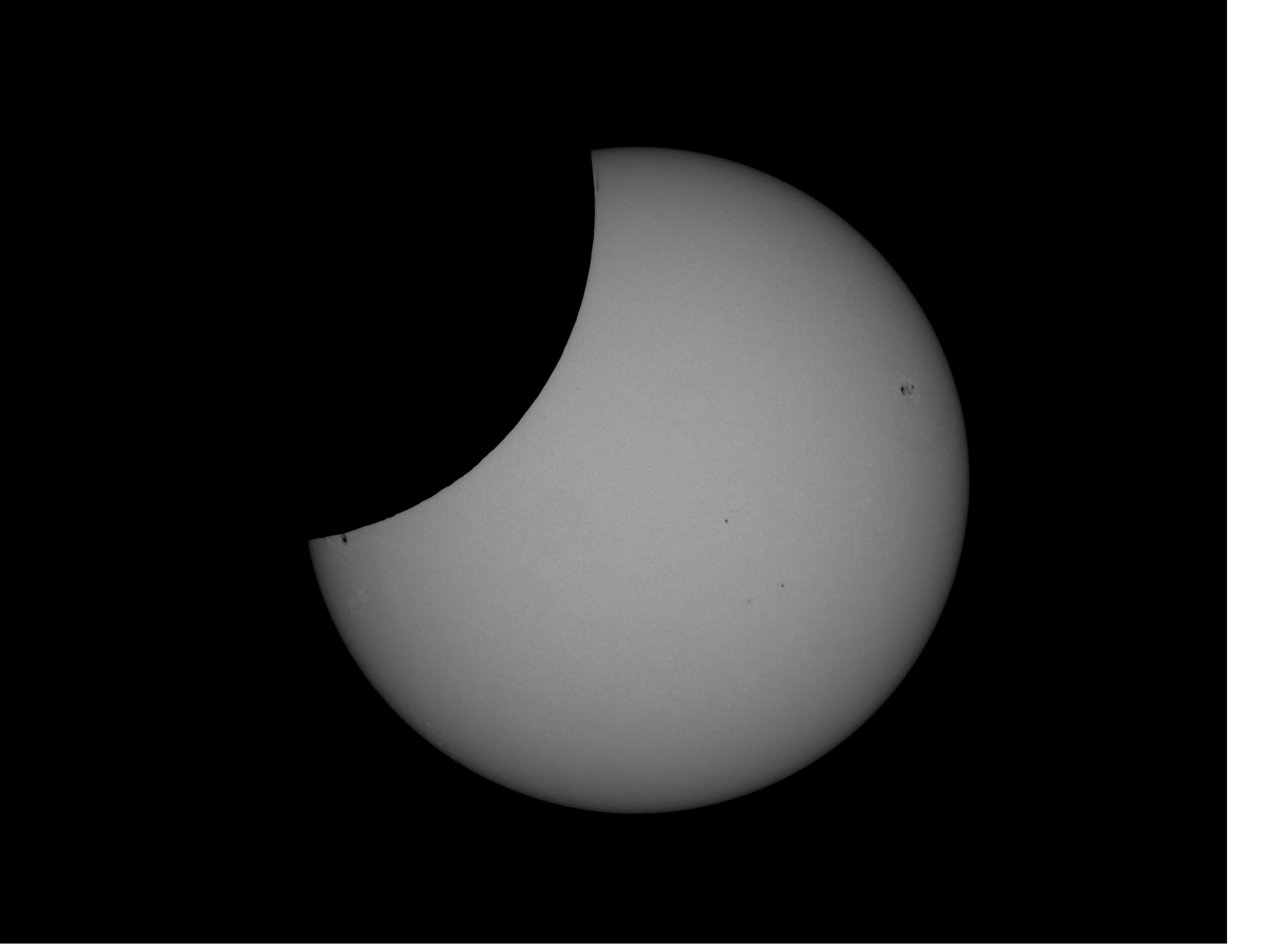
Beobachtung in Baden-Baden um 12:25 MESZ
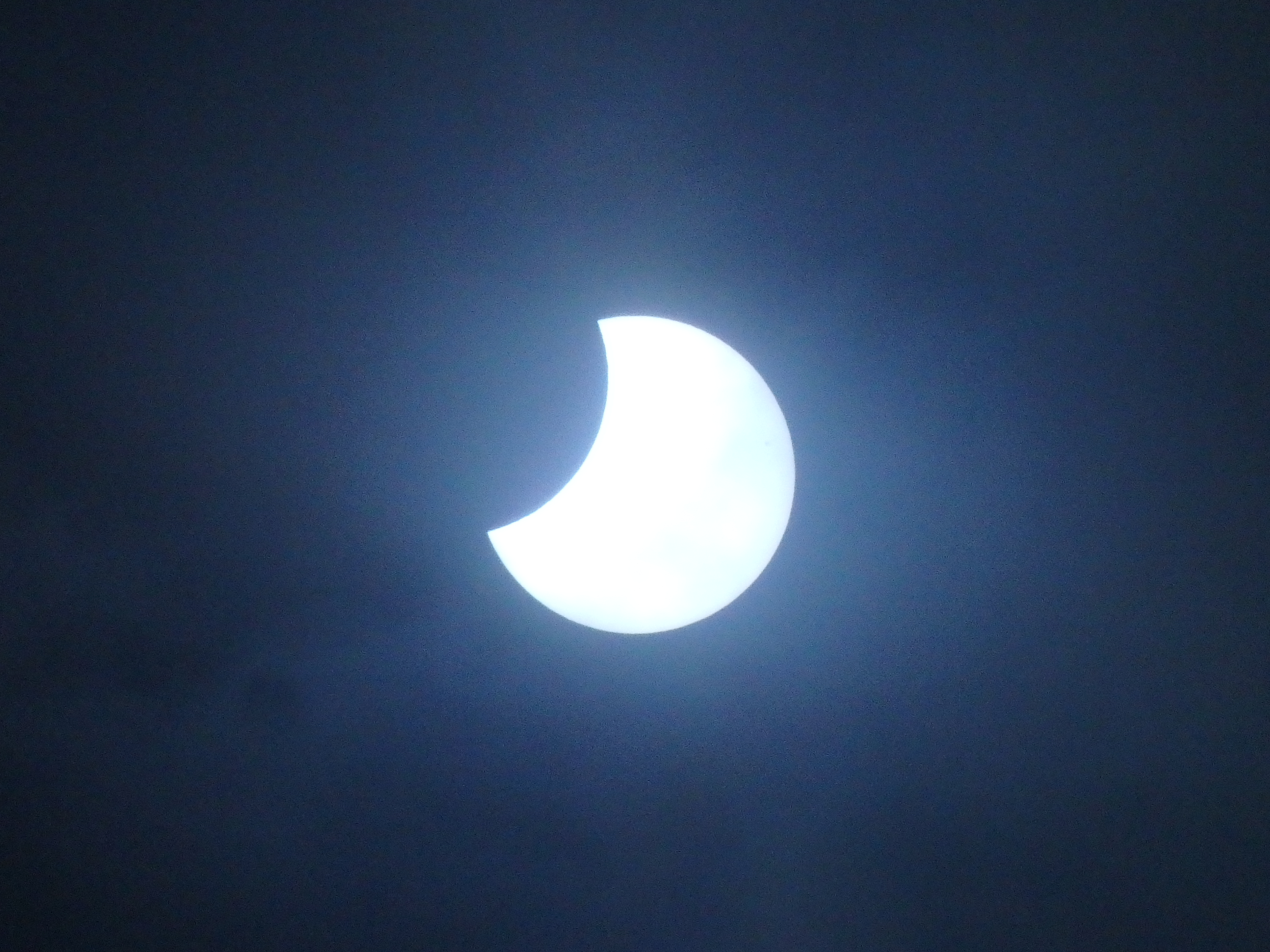
Beobachtung in Berga (Kyffhäuser) um 12:32 Uhr MESZ
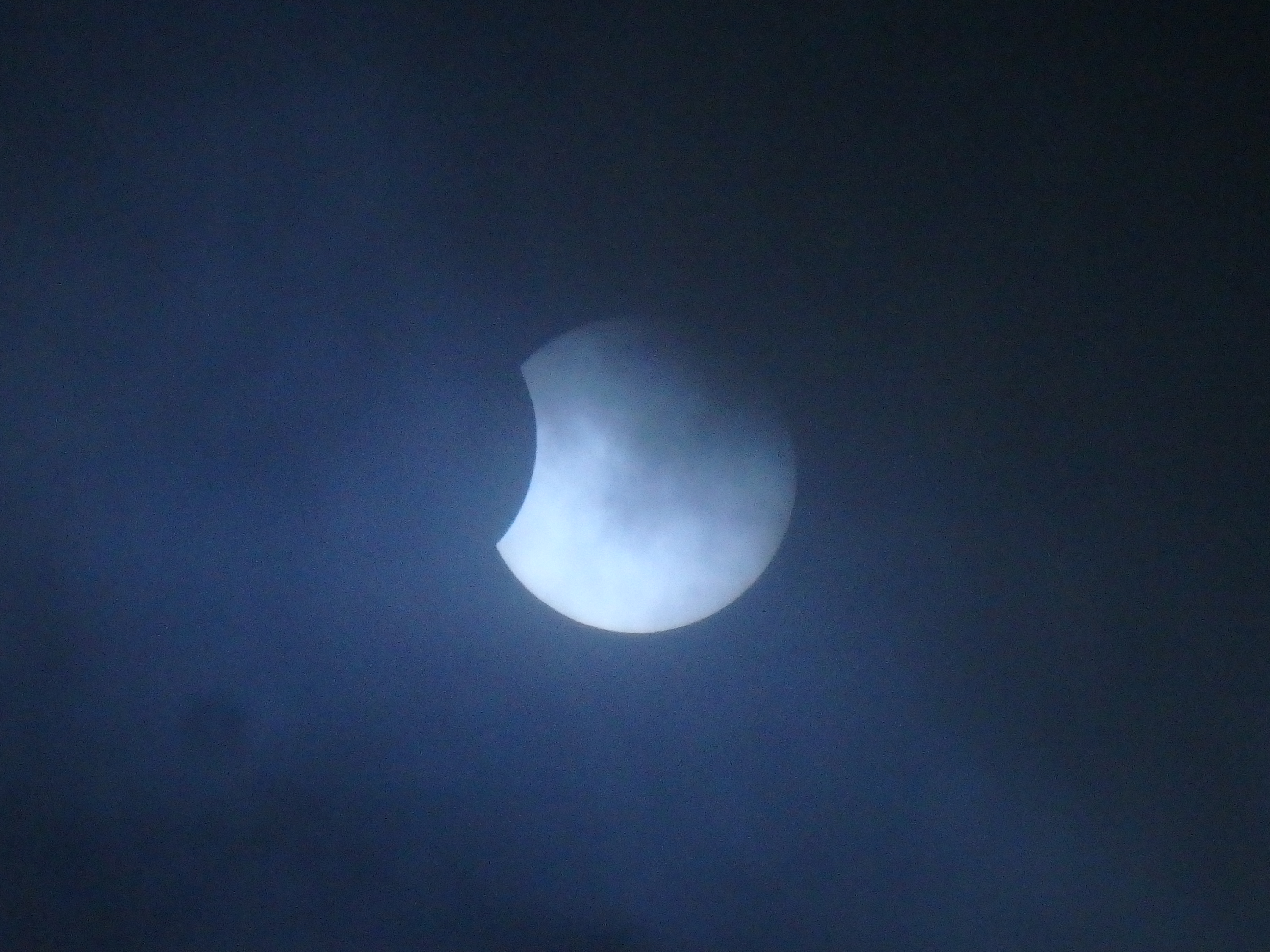
Beobachtung in Berga (Kyffhäuser) um 12:56 Uhr MESZ
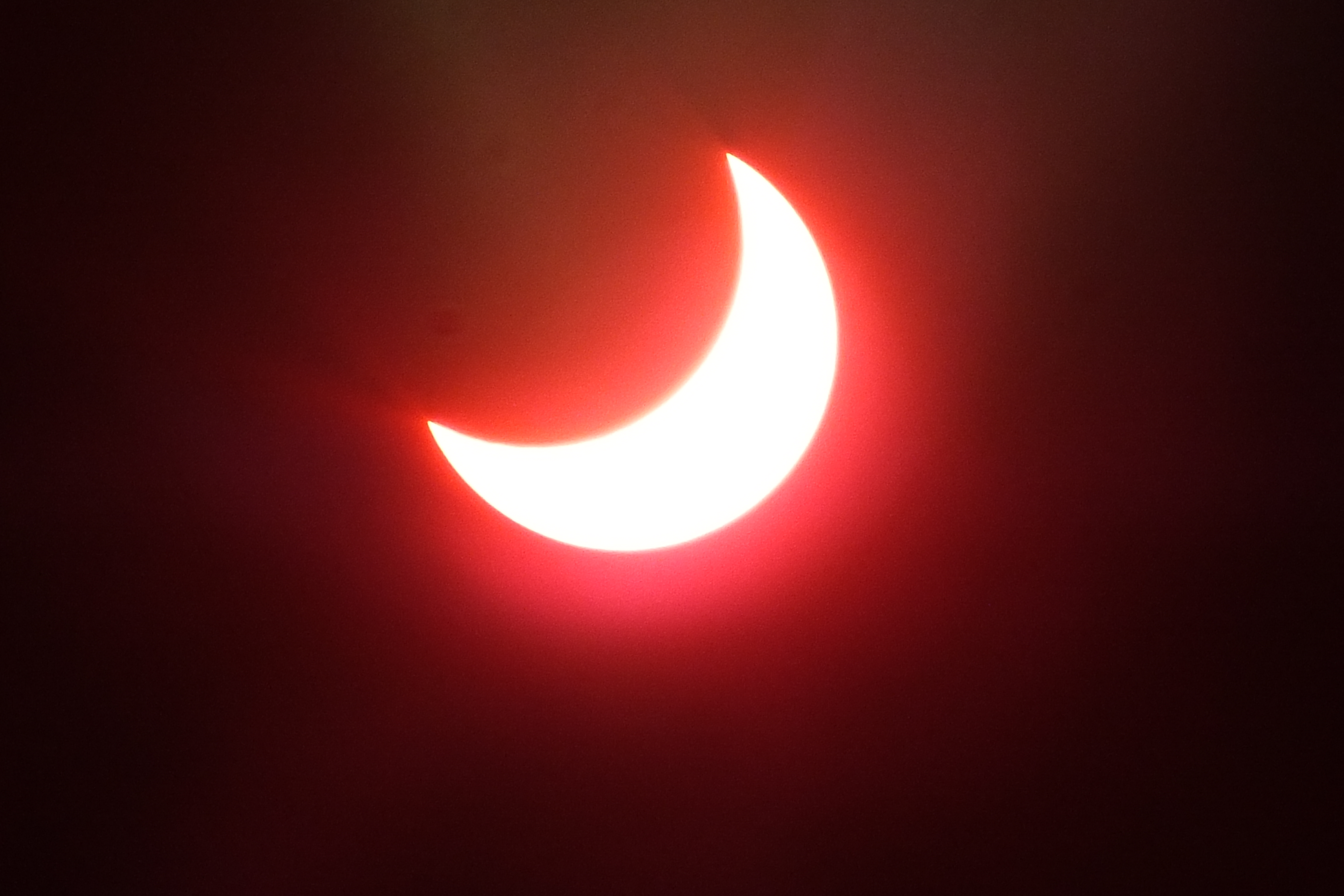
Beobachtung in Moskau um 12:47 Uhr MESZ
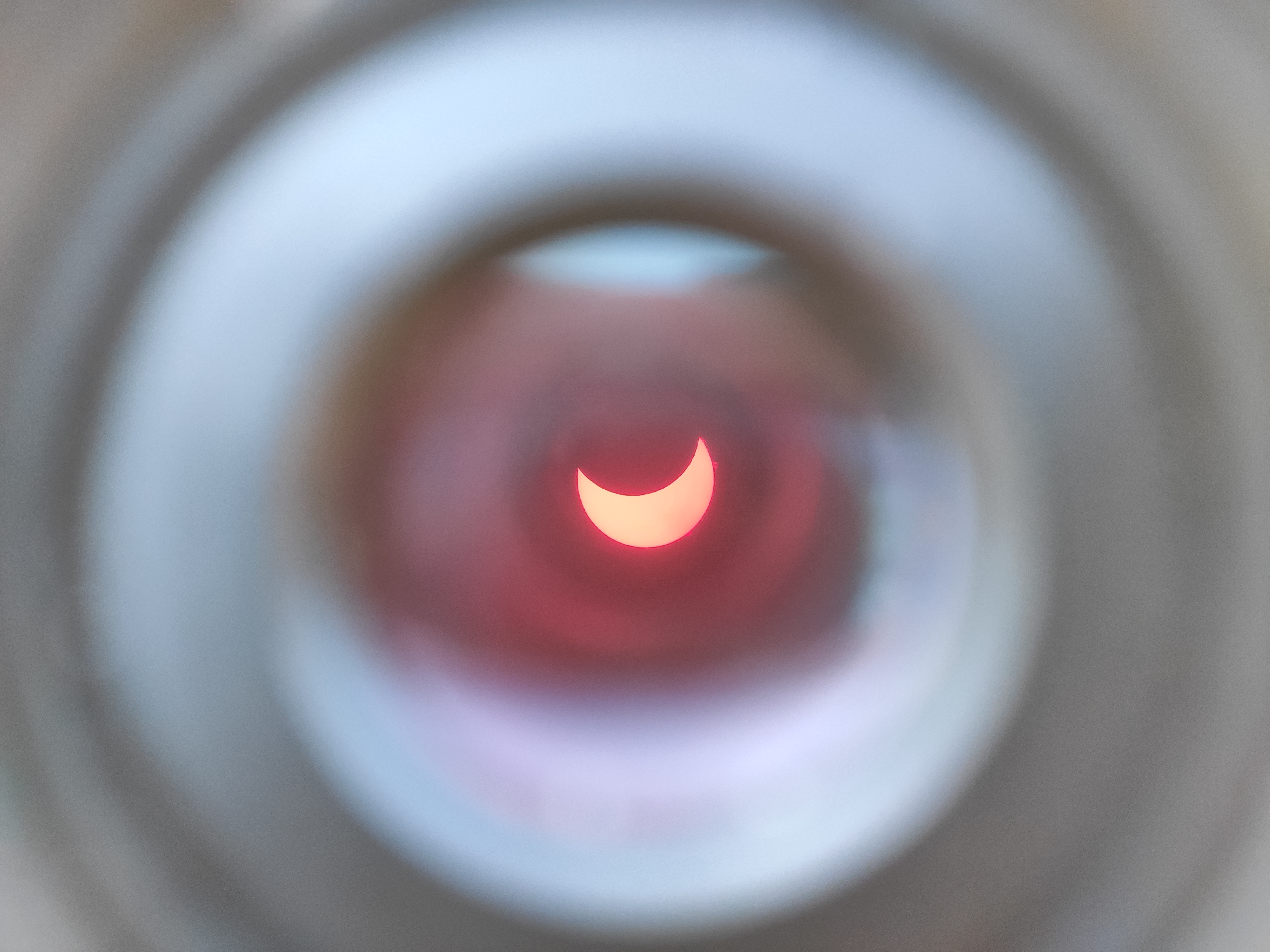
Beobachtung in Petrosawodsk um 12:48 Uhr MESZ
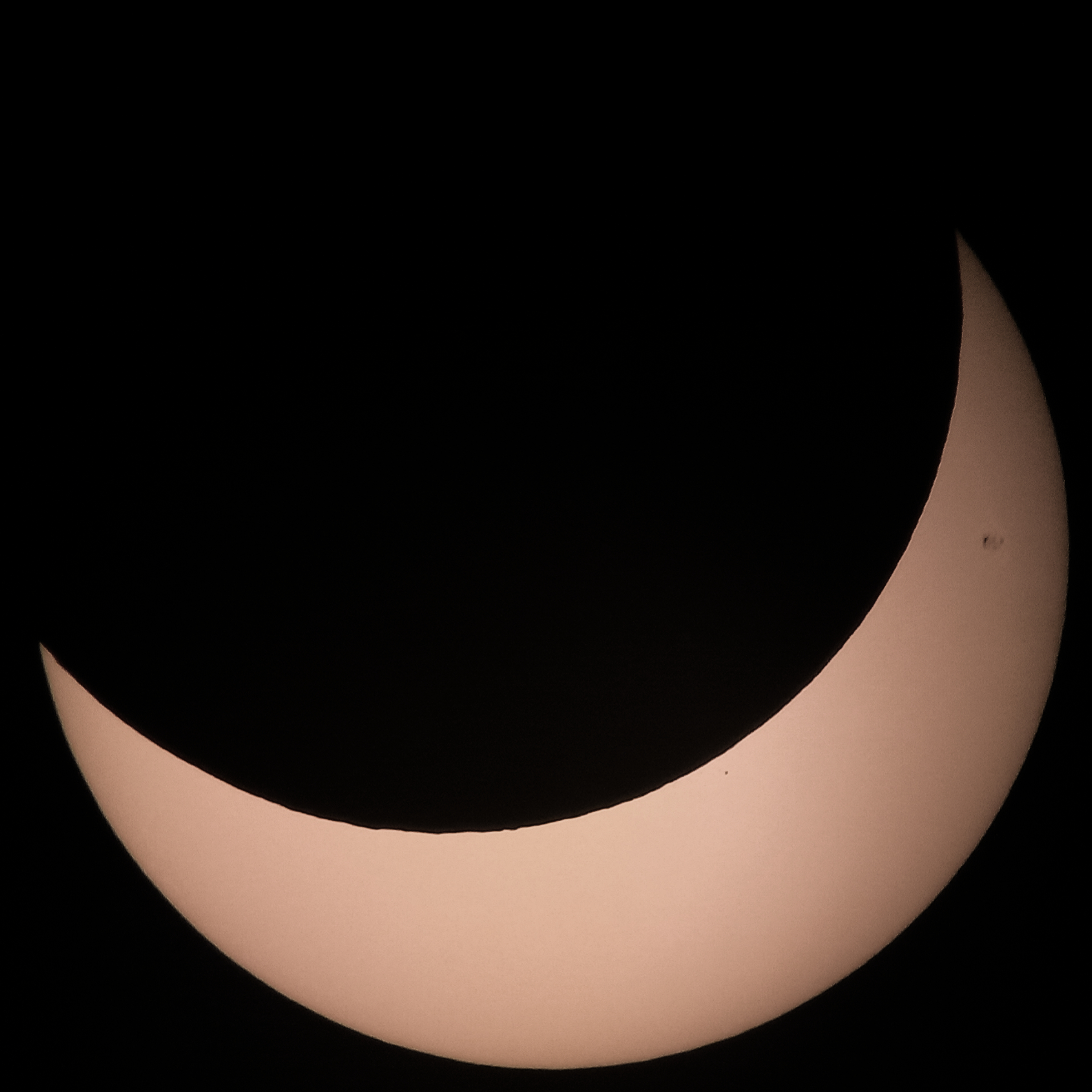
Beobachtung in Saratow um 12:54 Uhr MESZ